# Ulf Andersson
Ulf Andersson(* 27. června 1951, Västerås) je švédský šachový velmistr, vynikající zejména v pozičním manévrování a v obraně. I proto mu byla svěřena 1. šachovnice v zápase SSSR – Svět 1984, kde těsně podlehl Karpovovi 0:1 při třech remízách. Vyhrál turnaj v Londýně v roce 1982, ve Wijku aan Zee v roce 1983 a další. V mezipásmovém turnaji v roce 1983 se dělil o 3. až 4. místo a jen těsně nepostoupil mezi kandidáty Mistrovství světa v šachu.

## Partie
Tuto partii sehrál v roce 1975 v Miláně. Porazil v ní Anatolije Karpova.
Anatolij Karpov – Ulf Andersson
1. e4 c5 2. Jf3 e6 3. d4 cxd4 4. Jxd4 Jc6 5. Jb5 d6 6. c4 Jf6 7. J1c3 a6 8. Ja3
Se7 9. Se2 O-O 10. O-O b6 11. Se3 Sb7 12. Vc1 Ve8 13. Db3 Jd7 14. Vfd1 Vc8 15.
Vd2 Dc7 16. Dd1 Db8 17. f3 Sa8 18. Df1 Jce5 19. Jab1 Jf6 20. Kh1 h6 21. Vdd1
Sf8 22. Jd2 Vcd8 23. Df2 Jed7 24. a3 d5 25. cxd5 exd5 26. exd5 Sd6 27. Jf1 Vxe3
28. Jxe3 Sxh2 29. Jf1 Sf4 30. Vc2 b5 31. Sd3 Jb6 32. Se4 Jc4 33. a4 Ve8 34. axb5 axb5 35. Ve2 Se5 36. Dc5 Jd6 37. Ja2 Jdxe4 38. fxe4 Sd6 39. Dc2 Ve5 40. g3
De8 41. Vde1 Sb7 42. Kg1 Jh7 43. Jc1 Jg5 44. Jd2 Sb4 45. Kf2 Sxd2 46. Vxd2
Jxe4+ 47. Vxe4 Sxe4 48. Je2 Sc8 49. Jc3 Ve1 50. Je2 Va1 51. Vd4 Dd8 52. dc6 Sd7
53. Dd6 De8 54. Df4 Dc8 55. b4 Sh3 56. De4 Sf5 57. De3 Dc2 58. g4 Sd7 59. De4
Db3 60. Dd3 Db2 61. De4 Va8 62. De3 Va2 63. d6 Va8 64. Ve4 Sc6 65. Dd4 Db1 66.
Se7 Dh1 67. Df4 Dg2+ 68. Ke1 Sa1+ 69. Kd2 Dd5+ 70. Dd4 Sa2+ 71. Kc3 Df3+ 72.
Ve3 Va3+ 73. Kd2 Sa2+ 74. Ke1 Dh1+ 75. Kf2 Dg2+ 76. Ke1 Dh1+ 77. Kf2 Sa1 78.
Vc3 Dg2+ 79. Ke3 Df3+ 0-1